# Чева (газове родовище)
Чева (Chewa) — офшорне газове родовище в Індійському океані біля узбережжя Танзанії. Відноситься до газоносного басейну Мафія (отримав назву за островом Мафія з архіпелагу Занзібар).

## Опис
Родовище виявили у грудні 2010 року внаслідок спорудження напівзануреним буровим судном Deepsea Stavanger свердловини Chewa -1. Закладена за 80 км від узбережжя в районі з глибиною моря 1300 метрів вона мала довжину 3076 метрів та виявила газонасичені пісковики у відкладеннях палеоцену.
В 2013 році інформацію щодо родовища підтвердили при бурінні судном Deepsea Metro I свердловини Ngisi-1. Основним призначенням останньої було розвідувальне буріння на породи крейдового періоду (родовище Нгісі), проте одночасно вона виконала роль оціночної свердловини для родовища Чева, підтвердивши поширення його покладів.
Видобувні ресурси Чева станом на другу половину 2013 року оцінювались у 57 млрд м3 газу.
Родовище розташоване у блоці 4, правами на розробку якого володіє консорціум у складі BG (60 %, оператор), Ophir (20 %) та сінгапурської Pavilion Energy (20 %).